# Sanctity
I Sanctity sono stati una band thrash metal di Asheville, Nord Carolina, USA.
I membri del gruppo citano tra le proprie influenze In Flames, Megadeth, Arch Enemy, Dokken, Killswitch Engage, Testament, Children of Bodom, Heathen, Racer X, Sevendust, Sentenced, At the Gates e Dark Tranquillity.

## Storia
La band si è formata nel 2000 ed ha militato nell'underground fino al 2005 quando, durante un lungo tour in Nord Carolina, Tennessee e Sud Carolina, vengono notati dai Trivium e Matt Heafy, positivamente impressionato, passa il loro materiale a Monte Conner, noto A&R della Roadrunner Records capace di scovare band come Slipknot, Fear Factory, Sepultura e gli stessi Trivium.
Ad inizio 2006 la band autofinanzia e produce, insieme al produttore Ramon Boutviseth, un video musicale per la canzone "Zeppo" che, insieme all'appoggio di Matt Heafy, frutta loro un contratto.
Dopo la partecipazione al Gigantour 2006, nell'aprile 2007 la band ha pubblicato il primo album dal titolo Road to Bloodshed, e, per promuoverlo, si è imbarcata in un tour europeo a supporto dei Trivium, insieme a Gojira e Annihilator e in numerosi tour statunitensi.
Nel febbraio 2008 il cantante/chitarrista e frontman Jared MacEachern e il bassista Derek Anderson lasciano la band per motivi personali, al loro posto, per la restante parte del tour con i Sonata Arctica, vengono reclutati Zach Jordan, Scott Smith e l'ex Annihilator Brian Stephenson nelle vesti rispettivamente di chitarrista, bassista e cantante.

## Formazione
- Brian Stephenson - voce
- Zach Jordan - chitarra
- Zeff Childress - chitarra
- Brian Stephenson - basso
- Jeremy London - batteria

### Ex componenti
- Joey Cox - voce
- Jared MacEachern - voce, chitarra
- Billy Moody - basso
- Derek Anderson - basso

## Discografia
Album in studio
- 2007 - Road to Bloodshed

EP
- 2000 - Betrayal

Demo
- 2003 - Demo 2003
- 2004 - Bedroom Session